# Indiana Evans
Indiana Rose Evans (Sydney, 27 juli 1990) is een Australisch actrice. Ze is het bekendst, ook internationaal, uit de soapserie Home and Away, waarin ze van 2004 tot en met 2008 het personage Matilda Hunter neerzette.

## Biografie
Indiana Evans begon al voor vrienden en familie te acteren toen ze vijf was. Op haar zevende schreven haar ouders haar in voor dansles. Ze begon eerst met ballet, later gevolgd door jazz en tapdansen. Al snel begon ze ook voor publiek op te treden. In 2000 begon ze ook aan muziekles, meer bepaald drumles, te volgen en tekende ze bij een modellenbureau. Zo belandde ze op haar elfde al in een televisiereclamespot. Met haar eerste loon kocht ze haar eigen drumstel.

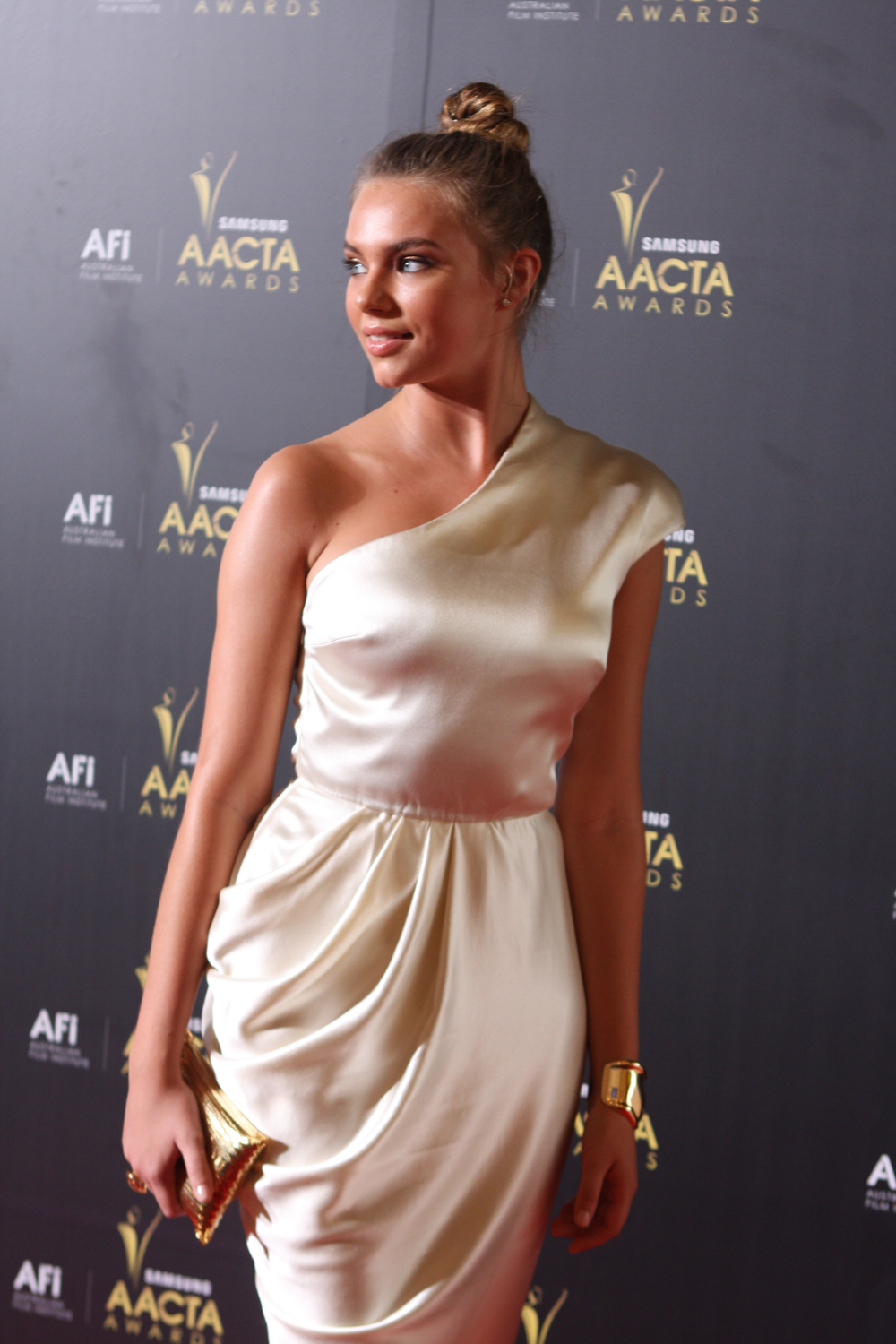
Indiana Evans bij de AACTA Awards in 2012

In 2003 kreeg Evans een gastrol in All Saints, een medische dramaserie, gedurende één aflevering. Daarna kreeg ze een hoofdrol in een Amerikaanse campagne voor het drankje Kool-Aid. Voor die rol moest ze zich een Amerikaans accent aanmeten. Evans verscheen ook even in de sketchserie Comedy Inc.. Nog in 2003 kreeg ze een rol in de dramaserie Snobs. Die rol kwam in 2004 ten einde. Een paar weken voor dit einde werd Evans gevraagd auditie te doen voor de rol van Matilda Hunter in Home and Away, een soap die ze zelf ook volgde. Ze kreeg de rol en speelt deze vier jaar (van 2004 tot 2008). In 2005 werd ze genomineerd voor een Logie Award - de Australische televisieprijzen - voor populairste opkomende vrouwelijke artiest.
Voor Home and Away volgde Evans nog podiumkunsten op school. Dit gaf ze al na twee weken op om zich op haar acteercarrière te richten. Tot ze op haar vijftiende de school verliet volgde ze afstandsonderwijs. Buiten acteren en dansen houdt Evans ook van zingen en tekenen. In 2009 speelde ze in de serie H2O: Just Add Water als de nieuwe zeemeermin Bella.